# Gebhard Leberecht Blücher von Wahlstatt
Gebhard Leberecht von Blücher kníže z Wahlstattu (18. březen 1836 Raduň – 12. červenec 1916 Krobielowice) byl pruský šlechtic, atašé na pruském vyslanectví ve Vídní  a člen pruské panské sněmovny.

## Životopis
Gebhard Leberecht von Blücher  byl 3. kníže Blücher z Wahlstattu. Jeho rod pocházel z Meklenburska. Byl synem Gebharda Bernharda Karla, 2. knížete Blüchera z Wahlstattu (1799–1875) a jeho manželky Marie hraběnky Larisch–Moennich (1801–1889).
Kníže Gebhard Leberecht von Blücher z Wahlstattu byl jedním z velkých vlastníků půdy ve Slezsku. Vlastnil majetek v obou částech Slezska, v rakouské části to bylo především dědictví po matce panství a zámek Raduň. V roce 1876 získal místo v panské sněmovně Pruského zemského sněmu, které zdědil po otci. Byl čestným rytířem řádu maltézských rytířů. Gebhard Leberecht Blücher byl třikrát ženatý. V roce 1860 si vzal za manželku Marií hraběnku z Lobkowicz(1841–1870). V roce 1889 se oženil podruhé, jeho manželkou se stala hraběnka Alžběta von Perponcher-Sedlnitzky (1858–1894). Po smrti druhé manželky se znovu oženil v roce 1895, jeho manželkou se stala Wanda kněžna Radziwiłł (1877–1966). V Lamanšském průlivu si pronajal ostrov Herm, kde zbudoval venkovské sídlo. Získal britské občanství a jeho synové z posledního manželství bojovali za druhé světové války britské armádě. 